# Янушевиці (Свентокшиське воєводство)
Янушевиці (пол. Januszewice) — село в Польщі, у гміні Ключевсько Влощовського повіту Свентокшиського воєводства.
Населення — 258 осіб (2011).
У 1975-1998 роках село належало до Пйотрковського воєводства.

## Демографія
Демографічна структура на день 31 березня 2011 року:
|          | Загалом | Допрацездатний вік | Працездатний вік | Постпрацездатний вік |
| -------- | ------- | ------------------ | ---------------- | -------------------- |
| Чоловіки | 142     | 30                 | 97               | 15                   |
| Жінки    | 116     | 28                 | 63               | 25                   |
| Разом    | 258     | 58                 | 160              | 40                   |